# Teorias da conspiração sobre George Soros

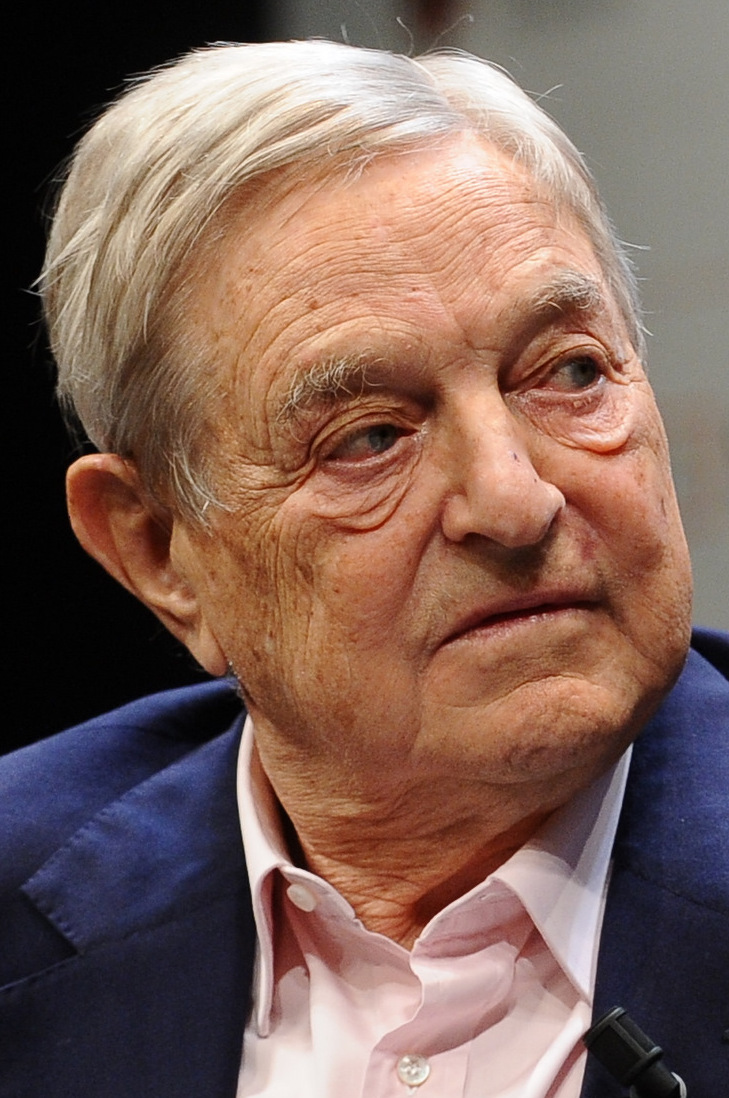
George Soros, empresário e filantropo norte-americano nascido na Hungria, é objeto de inúmeras teorias da conspiração.

A filantropia e o apoio do empresário e filantropo bilionário ateu George Soros a causas progressistas tornaram-no objeto de muitas teorias da conspiração, a maioria delas originadas na direita política.   Veronika Bondarenko, escrevendo para o Business Insider, disse: “Durante duas décadas, alguns viram Soros como uma espécie de mestre de marionetes que controlava secretamente a economia e a política globais”.  The New York Times descreve as alegações como movendo-se "dos cantos escuros da Internet e do rádio" para "o centro do debate político" em 2018.  O professor Armin Langer observou que Soros é “a palavra-código perfeita” para teorias da conspiração que unem o antissemitismo e a islamofobia. 
Uma importante teoria da conspiração relacionada com Soros é que ele está por trás da crise migratória europeia ou da importação de migrantes para países europeus. Sob o atual segundo mandato de Viktor Orbán, o governo húngaro gastou milhões de dólares numa campanha de cartazes demonizando Soros. De acordo com o antropólogo Ivan Kalmar, "[muitos] de seus inimigos mais declarados dentro e fora da Hungria o viam como líder de uma conspiração internacional que incluía outros judeus, como os Rothschilds, bem como os maçons e os Illuminati".  
Soros tornou-se um ímã para tais teorias, com oponentes alegando que ele está por trás de eventos tão diversos como a Marcha das Mulheres de 2017, o site de verificação de fatos Snopes, o ativismo de controle de armas envolvido pelos sobreviventes do tiroteio na Stoneman Douglas High School,    as caravanas de imigrantes centro-americanos de outubro de 2018 e os protestos contra a nomeação de Brett Kavanaugh para a Suprema Corte.   Num tweet, o presidente Donald Trump também afirmou que Soros estava a apoiar os protestos contra a nomeação de Kavanaugh. 
Os conservadores americanos retomaram o assunto no final dos anos 2000, liderados pela Fox News. Bill O'Reilly fez um monólogo de quase dez minutos sobre Soros em 2007, chamando-o de "extremista" e alegando que ele era "extraordinariamente perigoso".  De acordo com o jornalista do The Times, David Aaronovitch, em Londres, o Breitbart News tem publicado regularmente artigos culpando Soros por qualquer coisa que desaprova. 